# Variété stable
 (septembre 2012).

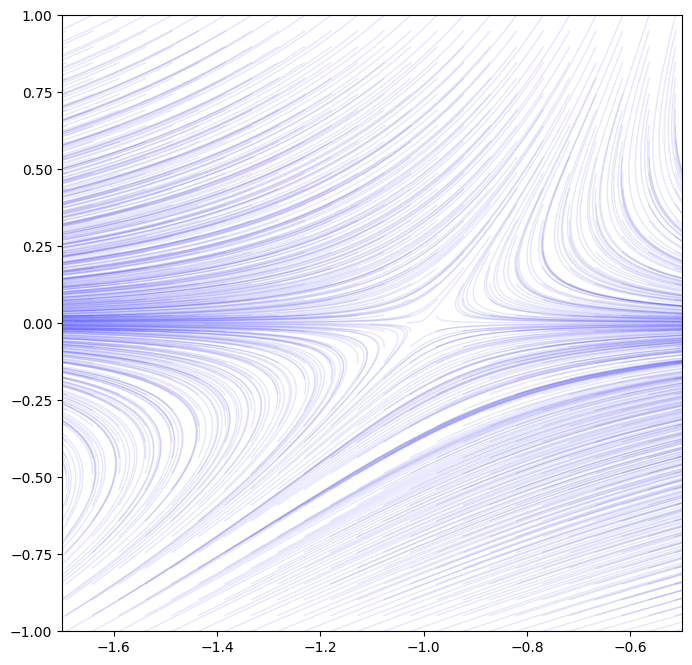
Exemple de flot hyperbolique exhibant des variétés stable et instable. La variété stable est l'axe des abscisses, la variété instable est la courbe asymptotique croisant l'axe des abscisses.

Les variétés stables jouent un rôle central dans les systèmes dynamiques différentiables en temps continu. Cette notion est aussi au centre de l'homologie de Floer.
Soit {\displaystyle F} une fonction différentiable sur une variété différentielle compacte {\displaystyle M} de dimension {\displaystyle n}. Considérons une métrique riemannienne {\displaystyle g} sur {\displaystyle M}. Le champ de gradient {\displaystyle X} de {\displaystyle F} est  défini par 
Un point critique {\displaystyle x} est dit non dégénéré lorsque la hessienne {\displaystyle \nabla dF(x)} est une forme bilinéaire non dégénérée sur {\displaystyle T_{x}M}. En apparence, la connexion de Levi-Cevita intervient dans la définition de la hessienne, mais en un point critique {\displaystyle x}, la définition de la hessienne ne dépend pas de la métrique. En particulier, la définition d'un point critique non dégénéré est intrinsèque à la variété.
Comme {\displaystyle M} est compacte, le flot de grad F est complet et définit un groupe à un paramètre de difféomorphismes 
Si {\displaystyle x} est un point critique non dégénéré, on appelle variété stable 
{\displaystyle W^{s}(x)=\left\{y,\lim _{t\rightarrow +\infty }d(x,\phi _{t}y)=0\right\}}
Le résultat suivant est non élémentaire et ses implications sont larges et considérables.
Théorème : Sous les notations précédentes, la variété stable {\displaystyle W^{s}(x)} est une sous-variété plongée de {\displaystyle M},  de dimension {\displaystyle \mu (x)}. De plus, l'espace tangent en l'élément x est : 
Ici, {\displaystyle \,\mu (x)} désigne l'indice de la hessienne, c'est-à-dire la dimension maximum d'un sous-espace sur lequel elle est définie négative.